# Limosina duplisetaria
Limosina duplisetaria är en tvåvingeart som beskrevs av Papp 1973. Limosina duplisetaria ingår i släktet Limosina och familjen hoppflugor. Inga underarter finns listade i Catalogue of Life.